# Ulochaetes fulvus
Ulochaetes fulvus là một loài bọ cánh cứng trong họ Cerambycidae.